# Liste der Nummer-eins-Hits in Ungarn (1999)
Dies ist eine Liste der Nummer-eins-Hits in Ungarn im Jahr 1999. Sie basiert auf der Top 40 album-, DVD- és válogatáslemez-lista der Magyar Hanglemezkiadók Szövetsége (Mahasz), dem ungarischen Vertreter der International Federation of the Phonographic Industry.

## Alben
| ← 1998 ← | Liste der Nummer-eins-Hits in Ungarn | Liste der Nummer-eins-Hits in Ungarn | Liste der Nummer-eins-Hits in Ungarn | 2000 →                    |
| \| Zeitraum \| Wo. ges. \| Interpret \| Titel \| Zusätzliche Informationen \| \| (Zeitraum, Wochen auf Platz eins, Interpret, Titel, zusätzliche Informationen) \| \| \| \| \| \| ------------------------------------------------------------------------------ \| -------- \| ------------------------- \| --------------------------- \| ------------------------- \| \| 28. Dezember 1998 – 3. Januar 1999 1 Woche \| 1 \| George Michael \| Ladies and Gentlemen \| – \| \| 4. Januar 1999 – 10. Januar 1999 1 Woche (insgesamt 7) \| 7 \| Hupikék törpikék \| Az apraja nagyja \| – \| \| 11. Januar 1999 – 14. Februar 1999 5 Wochen \| 5 \| Jazz+Az \| Kalózok \| – \| \| 15. Februar 1999 – 28. März 1999 6 Wochen (insgesamt 10) \| 10 \| Ganxsta Zolee és a Kartel \| Helldorádó \| – \| \| 29. März 1999 – 4. April 1999 1 Woche \| 1 \| Modern Talking \| Alone \| – \| \| 5. April 1999 – 2. Mai 1999 4 Wochen (insgesamt 10) \| 10 \| Ganxsta Zolee és a Kartel \| Helldorádó \| – \| \| 3. Mai 1999 – 16. Mai 1999 2 Wochen \| 2 \| Ákos \| Ismerj fel – Best of Ákos \| – \| \| 17. Mai 1999 – 27. Juni 1999 6 Wochen \| 6 \| Ámokfutók \| Ezüst eső \| – \| \| 28. Juni 1999 – 18. Juli 1999 3 Wochen \| 3 \| DJ Sterbinszky \| Egy nyár a Flörtben \| – \| \| 19. Juli 1999 – 26. September 1999 10 Wochen \| 10 \| Hevia \| Tierra de nadie \| – \| \| 27. September 1999 – 3. Oktober 1999 1 Woche \| 1 \| Lou Bega \| A Little Bit of Mambo \| – \| \| 4. Oktober 1999 – 10. Oktober 1999 1 Woche \| 1 \| Bon-Bon \| The Name Is Bon … Bon-Bon \| – \| \| 11. Oktober 1999 – 17. Oktober 1999 1 Woche \| 1 \| Scooter \| Back to the Heavyweight Jam \| – \| \| 18. Oktober 1999 – 24. Oktober 1999 1 Woche \| 1 \| V-Tech \| Nem szabad sírni \| – \| \| 25. Oktober 1999 – 28. November 1999 5 Wochen \| 5 \| Irigy Hónaljmirigy \| Selejtező \| – \| \| 29. November 1999 – 5. Dezember 1999 1 Woche (insgesamt 4) \| 4 \| Zámbó Jimmy \| Dalban mondom el \| – \| \| 6. Dezember 1999 – 12. Dezember 1999 1 Woche \| 1 \| Hupikék törpikék \| Hupikék törpkarácsony \| – \| \| 13. Dezember 1999 – 19. Dezember 1999 1 Woche (insgesamt 7) \| 7 \| Zámbó Jimmy \| Dalban mondom el \| – \| \| 20. Dezember 1999 – 26. Dezember 1999 1 Woche (insgesamt 4) \| 4 \| Jazz+Az \| Egynek jó \| – \| \| 27. Dezember 1999 – 2. Januar 2000 1 Woche (insgesamt 7) \| 7 \| Zámbó Jimmy \| Dalban mondom el \| – \| |                                      |                                      |                                      |                           |
| ← 1998 |                                      |                                      |                                      | → 2000 →                  |
| Zeitraum | Wo. ges.                             | Interpret                            | Titel                                | Zusätzliche Informationen |
| (Zeitraum, Wochen auf Platz eins, Interpret, Titel, zusätzliche Informationen) |                                      |                                      |                                      |                           |
| 28. Dezember 1998 – 3. Januar 1999 1 Woche | 1                                    | George Michael                       | Ladies and Gentlemen                 | –                         |
| 4. Januar 1999 – 10. Januar 1999 1 Woche (insgesamt 7) | 7                                    | Hupikék törpikék                     | Az apraja nagyja                     | –                         |
| 11. Januar 1999 – 14. Februar 1999 5 Wochen | 5                                    | Jazz+Az                              | Kalózok                              | –                         |
| 15. Februar 1999 – 28. März 1999 6 Wochen (insgesamt 10) | 10                                   | Ganxsta Zolee és a Kartel            | Helldorádó                           | –                         |
| 29. März 1999 – 4. April 1999 1 Woche | 1                                    | Modern Talking                       | Alone                                | –                         |
| 5. April 1999 – 2. Mai 1999 4 Wochen (insgesamt 10) | 10                                   | Ganxsta Zolee és a Kartel            | Helldorádó                           | –                         |
| 3. Mai 1999 – 16. Mai 1999 2 Wochen | 2                                    | Ákos                                 | Ismerj fel – Best of Ákos            | –                         |
| 17. Mai 1999 – 27. Juni 1999 6 Wochen | 6                                    | Ámokfutók                            | Ezüst eső                            | –                         |
| 28. Juni 1999 – 18. Juli 1999 3 Wochen | 3                                    | DJ Sterbinszky                       | Egy nyár a Flörtben                  | –                         |
| 19. Juli 1999 – 26. September 1999 10 Wochen | 10                                   | Hevia                                | Tierra de nadie                      | –                         |
| 27. September 1999 – 3. Oktober 1999 1 Woche | 1                                    | Lou Bega                             | A Little Bit of Mambo                | –                         |
| 4. Oktober 1999 – 10. Oktober 1999 1 Woche | 1                                    | Bon-Bon                              | The Name Is Bon … Bon-Bon            | –                         |
| 11. Oktober 1999 – 17. Oktober 1999 1 Woche | 1                                    | Scooter                              | Back to the Heavyweight Jam          | –                         |
| 18. Oktober 1999 – 24. Oktober 1999 1 Woche | 1                                    | V-Tech                               | Nem szabad sírni                     | –                         |
| 25. Oktober 1999 – 28. November 1999 5 Wochen | 5                                    | Irigy Hónaljmirigy                   | Selejtező                            | –                         |
| 29. November 1999 – 5. Dezember 1999 1 Woche (insgesamt 4) | 4                                    | Zámbó Jimmy                          | Dalban mondom el                     | –                         |
| 6. Dezember 1999 – 12. Dezember 1999 1 Woche | 1                                    | Hupikék törpikék                     | Hupikék törpkarácsony                | –                         |
| 13. Dezember 1999 – 19. Dezember 1999 1 Woche (insgesamt 7) | 7                                    | Zámbó Jimmy                          | Dalban mondom el                     | –                         |
| 20. Dezember 1999 – 26. Dezember 1999 1 Woche (insgesamt 4) | 4                                    | Jazz+Az                              | Egynek jó                            | –                         |
| 27. Dezember 1999 – 2. Januar 2000 1 Woche (insgesamt 7) | 7                                    | Zámbó Jimmy                          | Dalban mondom el                     | –                         |